# Dampierre-le-Château

Dampierre-le-Château este o comună în departamentul Marne, Franța. În 2009 avea o populație de 102 de locuitori.